# ヤナ・マクシマワ
ヤナ・マクシマワ（ベラルーシ語: Яна Максімава、ラテン文字表記：Yana Maksimava、1989年1月9日 - ）は、ベラルーシの陸上競技選手。七種競技を専門とする。ソビエト連邦（現・リトアニア）・ヴィリニュス生まれで、2歳の時にヴィーツェプスクへ引っ越した。腕にタトゥーを入れている。
夫は、2008年北京オリンピックの陸上十種競技で銀メダルを獲得したアンドレイ・クラウチャンカ（Andrei Krauchanka）。
2020東京オリンピックのベラルーシ代表のクリスツィナ・ツィマノウスカヤが本国への強制送還を逃れポーランドに亡命した2021年8月4日、マクシマワと夫のクラウチャンカは滞在先のドイツで「ベラルーシには戻らない」と表明した。クラウチャンカは前年8月の大統領選挙でアレクサンドル・ルカシェンコの再選に不正があったと抗議する市民デモに参加し、暴行を受けて拘束された経験がある。

## 主な成績
| 年             | 大会                     | 開催地                      | 順位           | 種目           | 記録           |
| ベラルーシ代表 | ベラルーシ代表           | ベラルーシ代表              | ベラルーシ代表 | ベラルーシ代表 | ベラルーシ代表 |
| -------------- | ------------------------ | --------------------------- | -------------- | -------------- | -------------- |
| 2007           | ヨーロッパジュニア選手権 | オランダ ヘンゲロー         | 5位            | 七種競技       | 5512点         |
| 2008           | 世界ジュニア選手権       | ポーランド ブィドゴシュチュ | 2位            | 七種競技       | 5766点         |
| 2008           | オリンピック             | 中国 北京                   | 34位           | 七種競技       | 4806点         |
| 2010           | ヨーロッパ選手権         | スペイン バルセロナ         | 18位           | 七種競技       | 5838点         |
| 2011           | ユニバーシアード         | 中国 深圳                   | 6位            | 七種競技       | 5725点         |
| 2011           | ヨーロッパU23選手権      | チェコ オストラヴァ         | 6位            | 七種競技       | 6075点         |
| 2012           | 世界室内選手権           | トルコ イスタンブール       | 8位            | 五種競技       | 4601点         |
| 2012           | オリンピック             | イギリス ロンドン           | 17位           | 七種競技       | 6198点         |
| 2013           | ヨーロッパ室内選手権     | スウェーデン イェーテボリ   | 2位            | 五種競技       | 4658点         |
| 2013           | 世界選手権               | ロシア モスクワ             | 20位           | 七種競技       | 5982点         |
| 2014           | 世界室内選手権           | ポーランド ソポト           | 6位            | 五種競技       | 4651点         |